# Cuvilly
Cuvilly é uma comuna francesa na região administrativa de Altos da França, no departamento de Oise. Estende-se por uma área de 8,61 km². Em 2010 a comuna tinha 636 habitantes (densidade: 73,9 hab./km²).